# Lithobius chekianus
Lithobius chekianus är en mångfotingart som först beskrevs av Chamberlin och Wang 1952.  Lithobius chekianus ingår i släktet Lithobius och familjen stenkrypare. Inga underarter finns listade i Catalogue of Life.